# Eyes of the Insane
Eyes of the Insane – singel zespołu Slayer promujący album Christ Illusion wydany w 2006 roku.
W 2007 roku singel został wyróżniony nagrodą Grammy w kategorii Best Metal Performance.

## Lista utworów
Opracowano na podstawie materiału źródłowego.
| CD | CD                          | CD        | CD            | CD      |
| Nr | Tytuł utworu                | Słowa     | Muzyka        | Długość |
| -- | --------------------------- | --------- | ------------- | ------- |
| 1. | „Eyes of the Insane”        | Tom Araya | Jeff Hanneman | 03:32   |
| 2. | „Eyes of the Insane” (Live) | Tom Araya | Jeff Hanneman | 03:31   |
|    |                             |           |               | 7:03    |

| CD (wersja rozszerzona) | CD (wersja rozszerzona)                          | CD (wersja rozszerzona) | CD (wersja rozszerzona) | CD (wersja rozszerzona) |
| Nr                      | Tytuł utworu                                     | Słowa                   | Muzyka                  | Długość                 |
| ----------------------- | ------------------------------------------------ | ----------------------- | ----------------------- | ----------------------- |
| 1.                      | „Eyes of the Insane”                             | Tom Araya               | Jeff Hanneman           | 03:32                   |
| 2.                      | „Cult” (live)                                    | Kerry King              | Kerry King              | 04:34                   |
| 3.                      | „Reborn” (live in New York 1986, enhanced video) |                         |                         | 03:09                   |
|                         |                                                  |                         |                         | 11:15                   |

| LP | LP                   | LP         | LP            | LP      |
| Nr | Tytuł utworu         | Słowa      | Muzyka        | Długość |
| -- | -------------------- | ---------- | ------------- | ------- |
| 1. | „Eyes of the Insane” | Tom Araya  | Jeff Hanneman | 03:32   |
| 2. | „Cult” (live)        | Kerry King | Kerry King    | 04:34   |
|    |                      |            |               | 8:06    |

## Twórcy
Opracowano na podstawie materiału źródłowego.
| Zespół Slayer w składzie - Tom Araya – gitara basowa, śpiew - Jeff Hanneman – gitara elektryczna - Kerry King – gitara elektryczna - Dave Lombardo – perkusja | Inni - Ian Charbonneau – realizacja nagrań - John Ewing Jr – inżynieria dźwięku - Vlado Meller – mastering - Greg Fidelman – miksowanie - Josh Abraham – produkcja muzyczna, miksowanie - Rick Rubin – producent wykonawczy - Anthony Catalano – realizacja nagrań |

## Listy sprzedaży
| Lista       | Kraj  | Pozycja |
| ----------- | ----- | ------- |
| Tracklisten | Dania | 15      |